# Madison De La Garza
Madison Rose De La Garza (ur. 28 grudnia 2001 w Dallas) – amerykańska aktorka.

## Życiorys
Madison De La Garza jest córką Eddiego De La Garza i Dianny Bonheur Hart De La Garza. Od strony matki jest przyrodnią siostrą piosenkarki i aktorki Demi Lovato. Ma również starszą przyrodnią siostrę, Dallas Lovato.
Jest znana głównie z roli Juanity Solis w Gotowe na wszystko.
W grudniu 2010 De La Garza za pośrednictwem swojego konta na Twitterze zrobiła bożonarodzeniowy prezent dla swojej siostry Demi, która przebywała wtedy w klinice, lecząc "psychiczne i emocjonalne problemy". Prezent obejmował wiadomości od fanów Lovato wraz z ich nickami na Twitterze.

## Filmografia
| Rok         | Tytuł                              | Rola                      | Informacje             |
| ----------- | ---------------------------------- | ------------------------- | ---------------------- |
| 2008 – 2012 | Gotowe na wszystko                 | Juanita Solis             | Sezony 5 – 8           |
| 2008        | Jonas Brothers: Spełnione marzenia | Ona sama                  | Sezon 1 odcinek 13     |
| 2009        | Słoneczna Sonny                    | Młoda Sonny jako harcerka | Sezon 1 odcinek 20     |
| 2009        | Program ochrony księżniczek        | Cameo                     |                        |
| 2012        | Demi Lovato: Stay Strong           | Ona sama                  | dokument telewizyjny   |
| 2014        | Powodzenia, Charlie!               | Zoe                       | Sezon 4 odcinek 18     |
| 2014        | Bad Teacher                        | Kelsey                    | główna rola            |
| 2016        | Caged No More                      | Constanza                 |                        |
| 2017        | Simply Complicated                 | Ona sama                  | dokument               |
| 2017        | Gnome Alone                        | Tiffany / Chelsea         | głos                   |
| 2017        | American Koko                      | Heidi                     | Sezon 1 odcinek 2 i 16 |